# Дубов, Дмитрий Александрович
Дмитрий Александрович Дубов (11 декабря 1918 — 30 июня 1967) — русский советский актёр театра и кино.

## Биография
Родился 11 декабря 1918 года в Ленинграде.
В 1941 году окончил Высшее театральное училище имени М. С. Щепкина.
Участник Великой Отечественной войны. В РККА с августа 1941 года. В феврале 1942 года окончил артиллерийские курсы КУКС, в звании лейтенанта служил командиром взвода 12 зенитного прожекторного полка в 57-й зенитной артиллерийской дивизии ПВО (зенад ПВО) Московского фронта ПВО.
Сочетал работу строевого командира с активной организацией художественной самодеятельности в дивизии, в июле 1943 года принял участие в конкурсе чтецов, написал литературную композицию о бойцах ПВО Москвы, позже был прикомандирован к ансамблю песни и пляски противовоздушной обороны Красной Армии.
Демобилизован в 1945 году. Награждён Орденом Красной Звезды (1945) и медалью «За победу над Германией».
В декабре 1945 года был принят в штат Театра-студии киноактёра, в 1950—1955 годах — в Театре Сатиры, затем снова в и в Театре-студии киноактёра.
С 1959 года и до конца жизни состоял в актёром в штате Киностудии имени М. Горького.
Умер в Москве от инфаркта 30 июня 1967 года. Похоронен на Ваганьковском кладбище (32-й участок).

## Фильмография
В кино снимался в основном в эпизодах, известно немногим более десятка ролей:
- 1947 — Повесть о «Неистовом» — доктор Маковкин
- 1948 — Мичурин — Синицын
- 1948 — Страницы жизни — Василий Соколов (в титрах не указан)
- 1948 — Повесть о настоящем человеке — радист (в титрах не указан)
- 1949 — У них есть Родина — Петров, русский шофёр (в титрах не указан)
- 1949 — Падение Берлина — солдат Егоров
- 1953 — Свадьба с приданым — Александр Сергеевич Муравьев, агроном и секретарь партбюро колхоза
- 1955 — В один прекрасный день — Сергей Петрович Юрченко, секретарь райкома
- 1956 — Когда поют соловьи — Фёдор
- 1958 — Над Тиссой — Зубавин, майор погранвойск
- 1966 — Маленький беглец — попутчик Трофимыча
- 1967 — Пароль не нужен — полковник контрразведки